# Nellee Hooper
Paul Andrew Hooper, más conocido como Nellee Hooper (15 de marzo de 1963; Bristol, Inglaterra) es un productor británico remixer y compositor, más conocido por su trabajo con Björk, No Doubt y Gwen Stefani, Madonna, Garbage, U2, Sneaker Pimps, Soul II Soul y Massive Attack. Ha estado detrás de producción de algunas de las más exitosas canciones dance en las últimas 3 décadas, hasta el presente. También debutó como una película musical con el compositor escocés Craig Armstrong y Marius De Vries para la banda sonora de Baz Luhrmann Romeo + Julieta en 1996.

## Créditos en producción
- "The End Is the Beginning Is the End" (The Smashing Pumpkins)
- "The Beginning Is the End Is the Beginning" (The Smashing Pumpkins)
- "Wonderful Life" (Gwen Stefani)
- "Early Winter" (Gwen Stefani)
- "#1 Crush (Nellee Hooper Remix)" (Garbage)
- "What You Waiting For?" (Gwen Stefani)
- "Luxurious" (Gwen Stefani)
- "The Real Thing" (Gwen Stefani)
- "Danger Zone" (Gwen Stefani)
- "Hella Good" (No Doubt)
- "It's My Life" (No Doubt)
- "Running" (No Doubt)
- "Sometimes You Can't Make It On Your Own" (U2)
- "Hold Me, Thrill Me, Kiss Me, Kill Me" (U2)
- "If God Will Send His Angels" (U2)
- "GoldenEye" (Tina Turner)
- "6 Underground (Nelle Hooper Edit)" (Sneaker Pimps)
- "Gabriel (Nelle Hooper Mix)" (Lamb)
- "Keep on Movin'" (Soul II Soul)
- "Back to Life (However Do You Want Me)" (Soul II Soul)
- "Get a Life" (Soul II Soul)
- "It's Oh So Quiet" (Björk)
- "Big Time Sensuality" (Björk)
- "Hyperballad" (Björk)
- "Venus as a Boy" (Björk)
- "Violently Happy" (Björk)
- "Isobel" (Björk)
- "Human Behaviour" (Björk)
- "Army of Me" (Björk)
- "Down Boy" (Holly Valance)
- "Under the Bridge" (All Saints)
- "Bedtime Story" (Madonna)
- "I Want You" (Madonna feat. Massive Attack)
- "Sanctuary" (Madonna)
- "Inside of Me" (Madonna)
- "Survival" (Madonna)
- "Forbidden Love" (Madonna)
- "Got Til It's Gone (Nellee Hooper Master Mix)" (Janet Jackson feat. Q-Tip and Joni Mitchell)
- "Where Are You Now (Nellee Hooper Mix)" (Janet Jackson)
- "Feel No Pain (Nellee Hooper Remix)" (Sade)
- "Empires" (Lamya)
- "Young Hearts Run Free" (Kym Mazelle)
- "Nothing Compares 2 U" (Sinéad O'Connor)
- "Fight or Flight" (Emily Osment)